# WoO69
WoO69 (26. фебруар 1995), рођен као Вук Цветковић, српски је писац, песник, музичар, психолог и уметник. Аутор је пет књига: Стихија депресије (2013), Ако одеш (2020), Осмо лице зла (2022), Ћуд предака (2023), и Крваво перо. Као психолог имао је свој део у емисији „Салетање“ на РТВ под именом „Психопитање на одговор из главе“. Његов музички рад пропратила је каријера с више бендова, учешће у емисији Бунт Рок Мастерс која се емитовала на РТС 1 где је наступао с бендом Хибридна Перверзија, као и његов самостални реп пројекат под именом WoO69 уз који је кратко постојао и реп пројекат с групом WooDooLooNey. 

## Биографија
Вук Цветковић је рођен 26. 02. 1995. у Лесковцу. Основну и средњу школу завршио је у Лебану, где је и одрастао. Дипломирао је психологију 2017. на Факултету за правне и пословне студије и уписао мастер на смеру клиничка психологија, на Филозофском факултету у Нишу исте године. Такође, 2019. године је уписао докторске академске студије психологије, на Филозофском факултету, али је убрзо одустао и уписао „Школу психодинамске едукације“ у Нишу, у намери да се бави психотерапијом. Прво дело „Стихија депресије“  издао је 2013. године, друго  „Ако одеш“ издао је 2020, треће „Осмо лице зла“ 2022. године, а четврто „Ћуд предака“ 2023. године и „Крваво перо“ 2024. године. Свира више инструмената (бас, гитару, бубњеве, укулеле, усну хармонику и перкусије), а био је басиста у више бендова од којих је бенд Хибридна Перверзија доспео до полуфинала емисије „Бунт Рок Мастерс“ на РТС-у. Учествује у пуно музичких пројеката, а од многих истиче се метал бенд „Метрика 69“ где је и један од оснивача и реп група „Вудулуни“ која је пројекат још из средњошколских дана. Реп пројекат под именом „WоО69” (срп. Ву-сиксти најн), у великоме дефинишу сарадње са извођачима као што су познати репери: београдски Беге Фанк, на песми „Журкааа“ и Дино Клисура, босанскохерцеговачки репер и продуцент, за чију је продукцијску кућу LaZone Records издао албум „Дивљање за дивљење” и још пар синглова. На РТВ1 у алтернативној емисији „Салетање“ сваког уторка после поноћи до лета 2022. године одговарао је на психолошка питања, у свом делу емисије који се зове „Психопитање на одговор из главе“. На истом радију, треба истаћи његову сарадњу са познатим водитељем Александром Филиповићем, код кога је чест гост у емисији „Суботом са Сашом“.

## Музички стил
Од музике, његову каријеру прате почеци српског анблек метала, свирање поп-панка, алтернативног рока и гранџа, а касније и хеви метала, хард рока, као и рад на самосталној хип-хоп каријери. У својим текстовима често исмева одређене сталеже и слојеве друштва, типична понашања људи зависних од наркотика и друштвених мрежа, а такође се бави и друштвеном и политичком критиком. Његов реп стил је најсличнији групама Прти БееГее и Бед Копи иако су матрице често свиране на живим инструментима (често се могу чути живи бубњеви, бас линије и гитарски рифови), а савете за рад на музици и текстовима му је у почетку често давао лично Скај Виклер.

## Жанрови књига
Његова прва књига, новела Стихија депресије може се дефинисати као хорор-трилер штиво, друга књига Ако одеш, иако доста жанровски разуђена има облик дневника и спада у психолошки трилер роман, док је трећа књига Осмо лице зла (издата од стране „Нове Поетике“) типични психолошки-крими/трилер роман. Четврту књигу Ћуд предака издаје у лето 2023. године, такође за „Нову Поетику“. Пету књигу Крваво перо је издао у мају 2024. године за издавачку кућу „Талија“.

## Занимљивости
Поред музике и писања, бави се заштитом животиња у родном Лебану, а такође је и мајстор каратеа (црни појас други дан). По вероисповести, декларише се као еванђеоски хришћанин. Велики је симпатизер лондонског фудбалског клуба Вест Хем Јунајтед.

## Дела
1. Хибридна перверзија на Бунт Рок Мастерсу[1]
2. Стихија депресије[2]
3. Ако одеш[3]
4. Осмо лице зла[4]
5. Хибридна перверзија на Медијана фесту у Нишу[5]
6. Ћуд предака.
7. Крваво перо.